# Paseo del Prado
Paseo del Prado (španjolski za „Šetnica Prada”) jedna je od najvažnijih avenija u Madridu i prati vertikalu sjever-jug, od Plaza de Cibeles do Plaza del Emperador Carlos V, popularno poznat kao Glorieta de Atocha. Na pola puta spaja se s trgovim Plaza de la Lealtad i Plaza de Cánovas del Castillo, gdje se nalazi Neptunova fontana. Zajedno s avenijama Castellana i Recoletos, koje se protežu prema sjeveru, čini jednu od glavnih gradskih prometnica koja povezuje sjeverno s južnim područjem grada. Na Paseo del Prado nalaze se neke od najvažnijih kulturnih institucija u Španjolskoj, kao što su muzeji Prado i Thyssen-Bornemisza, a u neposrednoj blizini je i Muzej kraljice Sofije, te se ovaj dio grada promovira kao „Umjetnička šetnica” (Paseo del Arte).
Dana 25. srpnja 2021. godine Paseo del Prado upisan je na UNESCO-ov popis mjesta svjetske baštine u Europi zajedno sa susjednim parkom Buen Retiro kao „krajolik umjetnosti i znanosti”. Smješten u urbanom srcu Madrida, ovaj kulturni krajolik evoluirao je od stvaranja drvoreda uz Paseo del Prado, prototipa latinoameričke alamede, u 16. stoljeću do mjesta koje utjelovljuje novu ideju urbanog prostora i razvoja prosvijećenog apsolutističkog razdoblja 18. stoljeća. Zgrade posvećene umjetnosti i znanosti pridružuju se drugima posvećenima industriji, zdravstvu i istraživanju. Zajedno, oni predstavljaju težnju za utopijskim društvom tijekom vrhunca Španjolskog Carstva, povezanu s prosvijećenom idejom demokratizacije znanja i imale su veliki utjecaj u Latinskoj Americi.

## Povijest i odlike
Šetnica duguje svoje ime starom skupu sunčanih predjela i šumskih livada smještenih oko kraljevskog samostana sv. Jeronima (San Jerónimo el Real) koji su označavali istočnu granicu gradskog područja Madrida, tzv. „Stare livade” (Prado Viejo).
Prva urbanistička reforma Prado Vieja dogodila se 1570. godine na poticaj kralja Filipa II., koji je devet godina ranije uspostavio dvor u Madridu. Projekt se sastojao od poravnavanja istočnih blokova grada kako bi se stvorilo područje za rekreaciju i razonodu, oblikovano oko nestalog kanala Fuente Castellana koji se protezao istočno od centra. Rezultat kolektivne inicijative bila je uzdužna sjetva jednog reda stabala pored Prado de los Recoletos Agustinos i tri u onom kod Prado de los Jerónimos, kao što se može vidjeti na crtežu Pedra Teixeire Albernaza iz 1656. godine. Ovim drvoredom obilježena je linija razdvajanja između dijelova grada i samostanskih posjeda smještenih s druge strane Prada Vieja. Početkom 17. stoljeća, pored Crkve sv. Jeronima (San Jerónimo el Real) izgrađena je palača Palacio del Buen Retiro („Palača dobrog utočišta”), kraljevska rezidencija koja je zatvarala sjevernu stranu Prada. Od potonjeg dijela, sačuvani su Dvorana Kraljevstva i Salón de Baile (poznat kao Casón del Buen Retiro, danas aneks muzeja Prado), kao i dio njegovih vrtova koji čine sadašnji park Retiro.

### Projekt Salón del Prado
Za vrijeme vladavine Karla III. planirane su urbanističke reforme Madrida na tadašnjoj periferiji grada. Prado Viejo je, unatoč tome što je bio vrlo popularna šetnica, postupno zanemarivan i gubio svoju prvobitnu funkciju kao mjesto za razonodu. Salón del Prado, kako je nazvana ova velika reforma, pretvorila je ovo područje, opsežno pošumljeno, u šetalište s vrtovima i fontanama. Ideju je promovirao Conde de Aranda, predsjednik Vijeća Kastilje, a radovi su započeli 1763. godine.
Pokušalo se na jedinstven način integrirati raspršene fragmente prijelaznog prostora između grada i dvorskog kompleksa Buen Retiro stvaranjem ograničenog kružnog prostora ukrašenog fontanama i drvoredima. Salón del Prado urbanistički je uredio José de Hermosilla koji je dizajnirao uzdužni plan s velikim fontanama u nizu (Kibela, Neptun i Četiri godišnja doba ili Apolon). Fontane i ukrasne elemente dizajnirao je Ventura Rodríguez, a na skulpturama su radili najuspješniji kipari tog vremena. Salón del Prado išao je od sadašnjeg trga Plaza de Cibeles do glorijeta Atocha (Glorieta del Emperador Carlos V.), a mogu se razlikovati tri značajke:
Prva, s fontanom Apolona (ili Četiri godišnja doba) u središtu, sadržavala je fontane Kibele i Neptuna na krajevima i dobila je ime Prado de Apolo. Drugi je išao od Neptuna do Botaničkog vrta, ispred kojeg se nalazio paviljon s četiri male fontane (na raskrižju Calle de Huertas), i na kraju, šetalište koje se pružalo ispred glavnog pročelja Botaničkog vrta činilo je treći dio, na čijem je kraju postavljena „Fontana od artičoke”, koja je stajala na dnu kao dio ograde Salóna, Puerta de Atocha ili Vallecas. Radovi su završili uređenjem i dekoracijom šetališta koje vodi do Puerta de Alcalá (1774.-1778.) i preuređenjem šetališta koje s jugoistoka ide prema Basílici de Nuestra Señora de Atocha. Danas su još uvijek prisutni kipovi Kibele, Apolona i Neptuna. Između palača, s jedne i s druge strane, stajale su Gabinete de Historia Natural (danas glavna zgrada Muzeja Prado), Botanički vrt, Platería Martínez (na mjestu gdje se danas nalazi Ministarstvo zdravstva) i astronomski opservatorij, a sve je projektirao još jedan veliki kraljev arhitekt: Juan de Villanueva. Fontana s artičokama premještena je u jugoistočni kut ribnjaka u parku Retiro. Danas moderna kopija originala postoji u središtu trga cara Karla V. ispred Palacio de Buenavista, na raskrižju Calle de Alcalá s trgom Cibeles, i Palacio de Villahermosa (sada muzej Thyssen-Bornemisza).

### Građevine 19., 20. i 21. stoljeća
Već u 19. stoljeću izgrađeni su Palacio de Linares (1873.), te zgrada Banco de España (1891.), kako na trgu Cibeles, tako i Bolsa de Comercio (1893.). Jedinstvene zgrade dvadesetog stoljeća su hoteli Ritz (1910.) i Palace (1912.), te Palacio de Comunicaciones (1919.). 
U veljači 2002. godine portugalski arhitekt Álvaro Siza pobijedio je na međunarodnom natječaju kojeg je organizirala općina Madrid za obnovu osovine Recoletos-Prado i njezine okolice; projekt je inspiriran izvornim konceptom Salón del Prado i promišlja proširenje pješačkih prostora, povećanje zelenih površina i uklanjanje arhitektonskih barijera. Dana 6. veljače 2008. otvorio je svoja vrata kulturnom prostoru CaixaForum Madrid, koji zauzima staru zgradu Central Eléctrica del Mediodía (1899.), koju su arhitekti Jacques Herzog i Pierre De Meuron transformirali i prilagodili novoj namjeni. Kao dio ovog kompleksa tu je i vertikalni vrt, djelo Patricka Blanca.

## Galerija
- Ulaz u Botanički vrt
- Apolonova fontana
- Neptunova fontana (Fuente de Neptuno)
- Fontana Kibele (Fuente de Cibeles)
- Fontana artičoke (Fuente de la Alcachofa)
- Paseo de Prado ispred muzeja Prado
- Paseo de Prado
- Hotel Palace
- Palacio de Cibeles
- Hotel Ritz
- CaixaForum Madrid